# Троянув (гміна)
Гміна Троянув (пол. Gmina Trojanów) — сільська гміна у центральній Польщі. Належить до Ґарволінського повіту Мазовецького воєводства.
Станом на 31 грудня 2011 у гміні проживало 7576 осіб.

## Площа
Згідно з даними за 2007 рік площа гміни становила 151.01 км², у тому числі:
- орні землі: 69.00%
- ліси: 24.00%

Таким чином, площа гміни становить 11.76% площі повіту.

## Населення
Станом на 31 грудня 2011:
| Опис     | Загалом | Загалом | Чоловіки | Чоловіки | Жінки | Жінки |
| -------- | ------- | ------- | -------- | -------- | ----- | ----- |
| одиниця  | осіб    | %       | осіб     | %        | осіб  | %     |
| все      | 7576    | 100     | 3746     | 49.45    | 3830  | 50.55 |
| міське   | 0       | 100     | 0        |          | 0     |       |
| сільське | 7576    | 100     | 3746     | 49.45    | 3830  | 50.55 |

## Сусідні гміни
Гміна Троянув межує з такими гмінами: Желехув, Клочев, Мацейовіце, Рики, Соболев, Стенжиця.